# 헤르손 탈환
헤르손 탈환은 2022년 우크라이나 남부 역공세의 결과 러시아군이 헤르손시를 포함한 헤르손주 드니프로강 이북에서 철수하고, 러시아의 함정인지 아닌지 확인을 거쳐 우크라이나군이 안전을 확인한 뒤 헤르손시와 헤르손주의 강북 지역을 탈환한 전투이다.

## 같이 보기
- 헤르손 군민행정부
- 러시아의 도네츠크주, 헤르손주, 루한스크주, 자포리자주 합병
- 러시아의 크림반도 합병